# 米爾伯恩 (伊利諾伊州)
米爾伯恩（英語：Millburn）是位於美國伊利諾伊州萊克縣的一個非建制地區。該地的面積和人口皆未知。

## 地理
米爾伯恩的座標為42°05′33″N 88°00′14″W / 42.09250°N 88.00389°W，而該地的平均海拔高度為228米（即748英尺）。